# Don Chuck castoro/Pierino a quadretti
Don Chuck castoro/Pierino a quadretti è un singolo di  Nico Fidenco, pubblicato nel 1979.

## Descrizione
"Don Chuck castoro" è un brano musicale scritto da Paolo Lepore su musica di Nico Fidenco e arrangiamenti di Giacomo Dell'Orso con la partecipazione ai cori de I Castorini gruppo diretto da Nora Orlandi di cui faceva parte una giovanissima Georgia Lepore. Sigla dell'anime omonimo, utilizzata per la prima serie dell'anime, venne sostituita dal brano Don Chuck story per la seconda serie, nonostante in Italia gli episodi vennero accorpati in un'unica serie dal titolo unico. Il singolo vendette oltre 400 000 copie.
"Pierino a quadretti" è un brano musicale scritto da Osvaldo Scardelletti che fu autore anche della musica assieme a Nico Fidenco che la incise con la partecipazione ai cori de I Castorini gruppo diretto da Nora Orlandi di cui faceva parte una giovanissima Georgia Lepore, su arrangiamenti di Giacomo Dell'Orso. Il brano era stato inciso come sigla di una serie a cartoni animati prodotta da Osvaldo Scardelletti che però non vide mai la luce.